# Pi (film)
Pi este un film american thriller psihologic conceptual din 1998 regizat de Darren Aronofsky (debut regizoral). Este un film inversat alb-negru cu contrast ridicat. Rolurile principale au fost interpretate de actorii Sean Gullette, Mark Margolis și Ben Shenkman. Titlul se referă la constanta matematică pi. Povestea se concentrează asupra un matematician care are obsesia de a găsi ordinea completă subiacentă în lumea reală și care contrastează două entități aparent ireconciliabile: iraționalitatea imperfectă a umanității și rigoarea și regularitatea matematicii, în special teoria numerelor. Filmul explorează teme de religie, misticism și relația universului cu matematica.
Filmul a avut recenzii pozitive și i-a adus lui Aronofsky premiul pentru regie la Festivalul de Film de la Sundance din 1998, Premiul Independent Spirit pentru cel mai bun prim scenariu și Premiul Gotham Open Palm.

## Distribuție
- Sean Gullette – Maximillian "Max" Cohen
- Mark Margolis – Sol Robeson
- Ben Shenkman – Lenny Meyer
- Samia Shoaib – Devi
- Pamela Hart – Marcy Dawson
- Stephen Pearlman – Rabbi Cohen
- Ajay Naidu – Farouq
- Kristyn Mae-Anne Lao – Jenna
- Lauren Fox – Jenny Robeson
- Clint Mansell – Photographer